# Opći katalog maglica i skupova
Opći katalog maglica i skupova (eng. General Catalogue of Nebulae and Clusters, kratica GC) je katalog objekata dalekog svemira. Objekte u njemu prikupio je i objavio astronom John Herschel 1864. Ovom je katalogu adend 1877. dodao John Louis Emil Dreyer. Kombinirao ga je s ostalim promatranjima da bi sastavio Novi opći katalog. Opći katalog je katalogizirao maglice, sadržavao je 5079 natuknica, pola su bila promatranja Williama Herschela, a pola njegova sina Johna. Poslije njegove smrti je objavljeno dopunsko izdanje pod imenom General Catalogue of 10,300 Multiple and Double Stars (Opći katalog 10.300 višestrukih i dvostrukih zvijezda).
Izdanje od 1864. obuhvaća objekte od GC 1 do GC 5079, a s adendom od 1877. objekte od GC 5080 do GC 6251.

## Poveznice
- Popis NGC objekata
- Katalozi objekata dalekog svemira
- Messierov katalog
- Indeksni katalog
- Novi opći katalog
- Bossov Opći katalog
- Revidirani Novi opći katalog